# Strategic Simulations
Strategic Simulations, Inc. (SSI) war ein amerikanischer Entwickler und Publisher von Computerspielen, der seit seiner Gründung im Jahre 1979 über 100 Titel veröffentlichte. Bekanntheit erlangte SSI insbesondere für seine Kriegsspiele wie die Panzer-General-Serie und seine auf dem Rollenspiel-Regelwerk Advanced Dungeons & Dragons basierenden Computer-Rollenspiele.

## Geschichte
Das Unternehmen wurde vom Kriegsspielfan Joel Billings gegründet. Er tat sich mit mehreren Programmierern zusammen, darunter John Lyon, dem Verfasser von Computer Bismarck, und Ed Williger, dem Entwickler von Computer Ambush. Beide Spiele wurden wie viele andere Spiele von SSI in BASIC geschrieben. Computer Bismarck erschien im Januar 1980 für den Apple II und später für den TRS-80.
SSI nahm sich 1984 auch des Genres der Rollenspiele an und brachte Spiele wie Wizard's Crown, Questron und die Phantasie-Reihe hervor. 1987 erwarb SSI die exklusive Computerspiellizenz für das Rollenspiel-Regelwerk Advanced Dungeons & Dragons von TSR und veröffentlichte im Laufe der folgenden Jahre dreißig AD&D-Titel, beginnend mit Pool of Radiance 1988. Später folgten Champions of Krynn, Death Knights of Krynn und The Dark Queen of Krynn, die in der Welt der Drachenlanze spielen. 1995 lief das Exklusivabkommen zwischen SSI und TSR aus.
Die zweite Hälfte der 1990er-Jahre bis zur Auflösung von SSI im Jahr 2001 waren geprägt von mehreren Besitzerwechseln. 1994 wurde SSI von Mindscape aufgekauft. Seit der Übernahme durch Mindscape gab SSI die Rollenspiel-Sparte auf und widmete sich stattdessen militärischen Simulationen und Strategiespielen. Zu den bekanntesten Produkten von SSI wurde in dieser Zeit die Five Stars Series, deren bekanntester Bestandteil die Panzer-General-Reihe ist. Daneben entstanden auch taktische Simulationen wie Steel Panthers von Gary Grigsby und diverse Simulationsspiele (Silent Hunter, Su-27 Flanker, Panzer Commander sowie Warhammer 40k Chaos Gate).
Im März 1998 wurde Mindscape von The Learning Company übernommen, die ihrerseits im Dezember desselben Jahres vom Spielzeughersteller Mattel erworben wurde. Im September 2000 stieß Mattel seine Softwaresparte um The Learning Company wegen anhaltender Verluste an die Gore Technology Group ab, die wiederum den Geschäftsbereich der Computerspiele im März 2001 an den französischen Publisher Ubisoft weiterreichte. Bis zu diesem Zeitpunkt hatte sich SSI als eigenständiger Markenname erhalten, bis er unter Ubisoft endgültig vom Markt genommen wurde. Zu den letzten von SSI verantworteten Veröffentlichungen zählen die U-Boot-Simulation Silent Hunter 2 und das von den Stormfront Studios entwickelte D&D-Rollenspiel Pool of Radiance: Ruins of Myth Drannor, eine Fortsetzung des SSI-Erfolgstitels Pool of Radiance und der erste Titel auf Grundlage der Regelwerksedition 3.0. Für diese Titel fungierte SSI bereits nur noch als Label, der Vertrieb wurde von Ubisoft übernommen.
In den verschiedenen Ländern/Kontinenten wurden SSI-Spiele teils von verschiedenen Publishern vertrieben. Softgold in Deutschland, U.S. Gold in Großbritannien (auch Sublabel/Billiglabel Kixx!), in den USA teils von Event Horizon und vom Billiglabel WizardWorks, in Australien von ECP (Entertainment & Computer Products, später Electronic Arts).
Zwischenzeitlich wurden viele Entwicklungsabteilungen im Rahmen von Aufkauf und Umstrukturierung ausgelagert. So wurden die sehr beliebten Reihen Silent Hunter und Steel Panthers nicht von SSI, sondern stattdessen von Ultimation Inc. bzw. Matrix Games fortgeführt.
Im April 2012 übergab der SSI-Gründer Joel Billings einige SSI-Spiele mit Quelltext dem ICHEG-Museum zur Archivierung.

## Spieletitel
(Auswahl, chronologisch)
Die meisten Spiele erschienen für die gängigsten Systeme der Zeit (Apple, C64, Amiga, Atari XL/XE/ST; ab Mitte der 1990er größtenteils DOS und Windows).
- Computer Quarterback (1979) American-Football-Simulation
- Computer Ambush (1980) Simulation des Zweiten Weltkriegs
- Cartels & Cutthroats (1981) Wirtschaftssimulation
- Napoleon’s Campaigns: 1813 & 1815 (1981) Rundenstrategie
- Operation Apocalypse (1981) Rundenstrategie
- Gemstone Warrior (1984) Rollenspiel
- Questron-Reihe (ab 1984) Rollenspiel
- Phantasie (Spielereihe) (ab 1985) Fantasy-Rollenspiel
- Colonial Conquest (ab 1988) Rundenbasierendes Strategiespiel
- Heroes of the Lance (1988) Action-Rollenspiel (Dungeons and Dragons)
- Pool of Radiance (1988) Rollenspiel (1. Gold Box, Dungeons and Dragons)
- Hillsfar (1989) Rollenspiel
- Dragons of Flame (1989) Rollenspiel
- Curse of the Azure Bonds (1989) Rollenspiel
- War of the Lance (1989) Rundenstrategie
- Buck Rogers: Countdown to Doomsday (1990) Rollenspiel
- Champions of Krynn (1990) Rollenspiel Gold Box
- Dragonstrike (1990) Flugsimulator, Rollenspiel
- Eye of the Beholder (1991) Rollenspiel (Egoperspektive)
- Neverwinter Nights (AOL) (1991) 1. grafische MMORPG
- Pools of Darkness (1991) Rollenspiel, Gold Box
- Eye of the Beholder 2 (1991) Rollenspiel
- The Summoning (1992) Rollenspiel
- Dark Sun: Shattered Lands (1993) Rollenspiel
- Dark Sun Online: Crimson Sands (1996) MMORPG
- Dungeon Hack (1993) Rollenspiel
- Eye of the Beholder 3 (1993), Rollenspiel
- Stronghold (1993), Aufbaustrategie
- Veil of Darkness (1993) Adventure
- Menzoberranzan (1994) Rollenspiel
- Al-Qadim: The Genie’s Curse (1994) Rollenspiel, Adventure
- Ravenloft-Serie (ab 1994) Rollenspiel
- Steel-Panthers-Serie (ab 1995) Rundenstrategie
- World-of-Aden:-Thunderscape-Serie (ab 1995) Rollenspiel
- Fantasy General (1996) Rundenstrategie
- Silent Hunter (1996) U-Boot-Simulation
- Soldiers at War (1998) Zweite-Weltkrieg-Simulation
- Warhammer 40.000: Rites of War (1999) Rundenstrategie
- Silent Hunter II (2001) U-Boot Simulation